# Dirphya flavotibialis
Dirphya flavotibialis là một loài bọ cánh cứng trong họ Cerambycidae.